# Belmont, Mississippi
Belmont este un oraș (cu statutul de "târg", în engleză town) din comitatul Tishomingo, statul Mississippi, Statele Unite ale Americii.
Populația sa fusese de 1.961 de locuitori la data recensământului din anul 2000, iar codul său poștal este 38827.

## Istoric
Așezarea Belmont a fost inițial numită Gum Springs și a avut un oficiul poștal construit in 1884. După finalizarea diviziei Birmingham (Alabama) a tronsonului de cale ferată Illinois Central Railroad în anul 1907, orașul a crescut semnificativ. Localitatea Belmont (desemnând munte frumos), a fost încorporată ca oraș pe 22 ianuarie 1908.

## Geografie
Belmont se găsește la coordonatele 34°30′28″N 88°12′30″V / 34.50778°N 88.20833°V (34.507838, -88.208342)GR1.
Conform datelor furnizate de United States Census Bureau, orășelul are o suprafață totală de circa 12,16 km2 (sau 4.7 sqmi), dintre care 99,79 % este uscat și 0.21% este apă.

### Comunități adiacente
- Golden, Mississippi - 1,88 mile (3,03 km)
- Red Bay, Alabama - 6,20 mile (9,98 km)
- Tishomingo, Mississippi - 8,86 mile (14,26 km)
- Vina, Alabama - 12,58 mile (20,25 km)
- Dennis, Mississippi - la circa 3 mile (4,8 km)

## Demografie

### Rezidenți notabili
- Mac McAnally—cantautor
- J. P. Wilemon, Jr. -- Senator al legislaturii statului  Mississippi

## Educație

### Colegii universitare
- Northeast Mississippi Community College - Belmont se găsește în grupul de localități deservite de districtul colegiilor universitare comunitare, Northeast Mississippi Community College District

## Transporturi

### Drumuri importante
- Mississippi Highway 25
- Mississippi Highway 366

### Aeroporturi
- Tishomingo County Airport—web site

## Sănătate
- Spitalul Iuka